# Закон о водной инфраструктуре Америки
Закон о водной инфраструктуре Америки 2018 года (англ. America's Water Infrastructure Act of 2018; AWIA) — федеральный закон США, принятый 115-м Конгрессом США, который предусматривает улучшение водной инфраструктуры по всей стране.

## Содержание
Закон предусматривает улучшении всей инфраструктры, связанной с водой, а именно: 
- борьба с наводнениями;
- судоходные водные пути;
- развитие водных ресурсов;
- обслуживание и ремонт плотин и водохранилищ;
- восстановление экосистем;
- общественные водные системы;
- финансирование улучшений;
- развитие гидроэнергетики;
- техническая помощь небольшим общинам.

Закон также повторно санкционирует Закон о финансировании и инновациях в области водной инфраструктуры 2014 года, который предоставляет расширенную финансовую помощь общинам в соответствии с Законом о чистой воде и Законом о безопасной питьевой воде. Эти программы администрируются Агентством по охране окружающей среды США.

## Примечание
1. ↑  United States. America's Water Infrastructure Act of 2018. Pub. L. 115–270 (text) (23 октября 2018). Дата обращения: 21 января 2025. Архивировано 1 февраля 2025 года.